# چسکا (مینه‌سوتا)
چسکا  (به انگلیسی: Chaska) شهری در شهرستان کاور ایالت مینه‌سوتا در کشور ایالات متحده آمریکا است که جمعیت آن در سرشماری سال ۲۰۱۰ میلادی، ۲۳۷۰۰ نفر بوده‌است.